# Sanana

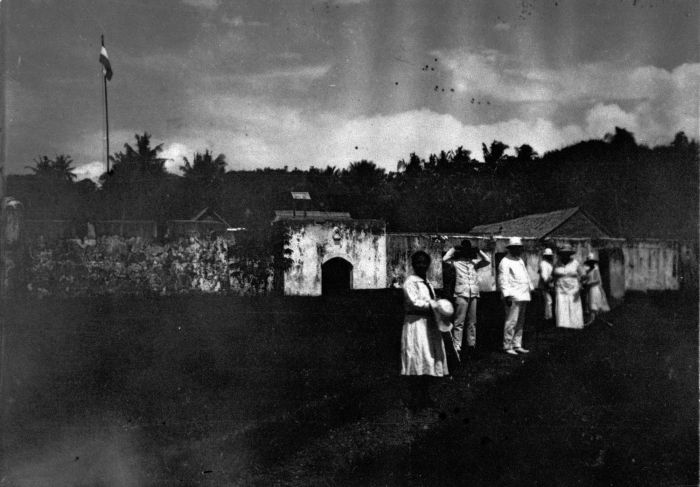
Le fort De Verwachting à Sanana en 1921

Sanana ou pulau Sulabesi (ancien nom européen Xulla Besi ) est une île d'Indonésie située dans les îles Sula, qui font partie de l'archipel des Moluques. Les autres grandes îles des Sula sont Taliabu et Mangole.
Sanana est située en mer de Banda au sud de l'île de Mangole. Sa superficie est de 558 km².  
L'aéroport de Sanana est relié à Ternate et Ambon par la compagnie Trigana Air Service.
Comme le reste des Moluques, Sanana a été le théâtre de tensions entre chrétiens et musulmans en 1999.